# Ferdinand Gregorovius
Ferdinand Gregorovius (ur. 19 stycznia 1821 w Nidzicy, zm. 1 maja 1891 w Monachium) – niemiecki historyk specjalizujący się w dziejach średniowiecznego Rzymu.

## Życiorys
Urodził się w Nidzicy (ówczesnym Neidenburgu) w Prusach Wschodnich, pochodził ze zniemczonej polskiej rodziny szlacheckiej Grzegorzewskich osiadłej w Prusach w XVI wieku. Studiował teologię i filozofię na Uniwersytecie w Królewcu. Po wielu latach nauczycielskiej praktyki przeniósł się do Włoch w 1852, pozostał w tym kraju przez ponad dwadzieścia lat. W 1876 uzyskał, jako pierwszy Niemiec, honorowe obywatelstwo Rzymu. Jego imieniem nazwano również ulicę oraz plac. Ostatecznie powrócił do ojczyzny, gdzie zmarł w Monachium.
Jego najbardziej znane prace to Wanderjahre in Italien, relacja z wycieczek po Włoszech, które odbył w latach pięćdziesiątych XIX wieku, oraz Die Geschichte der Stadt Rom im Mittelalter (Historia średniowiecznego Rzymu), monumentalne dzieło opisujące dzieje miasta w epokach średniowiecza oraz renesansu. Opracował także biografie papieża Aleksandra VI oraz Lukrecji Borgii, zajmował się też zagadnieniami związanymi z historią Bizancjum oraz średniowiecznymi Atenami. Tłumaczył także prace historyków włoskich, między innymi Giovanniego Melisa na język niemiecki. W opinii jezuity Johna Hardona Gregorovius był „zaciekłym wrogiem papiestwa”.

## Dzieła
- Der Tod des Tiberius ("Śmierć Tyberiusza", 1851)
- Geschichte des römischen Kaisers Hadrian und seiner Zeit ("Historia cesarza rzymskiego Hadriana oraz jego czasów", 1851)
- Corsica (1854)
- Göthe’s Wilhelm Meister in seinen socialistischen Elementen entwickelt. Schwäbisch Hall: E. Fischhaber, 1855.
- Geschichte der Stadt Rom im Mittelalter (1859–1872).
- Wanderjahre in Italien (1856–1877)
- Geschichte der Stadt Athen im Mittelalter. Von der Zeit Justinians bis zur türkischen Eroberung ("Historia Aten w średniowieczu. Od Justyniana do podboju tureckiego", 1889)
- Lucrezia Borgia (1874)